# Robert Dudzik
Robert Dudzik (ur. 22 maja 1966 w Poznaniu) – polski aktor i dramaturg. Absolwent wydziału lalkarskiego PWST we Wrocławiu (rocznik 1993). 
W 1993 zadebiutował w teatrze rolą Hajmona w Antygonie Sofoklesa na deskach Teatru Polskiego w Szczecinie. Aktor Teatru im. C.K. Norwida w Jeleniej Górze. Autor monodramu Cisza, czyli żart filozoficzny.

## Filmografia
- 2004: Fala zbrodni (odc. 17 Gniew Boży)
- 2004–2006, 2012: Pierwsza miłość – 2 role: Jarosław Sobiech, asystent ds. inwestycyjnych wojewody dolnośląskiego, Zenobiusz Konarzewski
- 2005: Komornik
- 2005 – 2006: Tango z aniołem – oficer ABW
- 2006: Fala zbrodni (odc. 59 Krwawa niedziela)

## Ważniejsze role teatralne
W Teatrze Polskim w Szczecinie:
- 1993: Antygona – Hajmon
- 1993: Czerwone nosy – Mistral, Pellico
- 1994: Sługa dwóch panów – Florindo Aretusi
- 1994: Ferdydurke – Kopyrda

W Teatrze Nowym im. Gustawa Morcinka w Zabrzu:
- 1996: Kopciuszek – Królewicz
- 1996: Emigranci – XX

W Teatrze im. C.K. Norwida w Jeleniej Górze:
- 1998: Śluby panieńskie – Albin, Jan
- 1998: Na pełnym morzu – Gruby Rozbitek
- 1999: Far niente – Bruno
- 2001: Przygody Tomka Sawyera – Metys Joe
- 2003: Wielka woda – Ubek (Milicjant)
- 2003: Testosteron – Fistach
- 2003: Cisza, czyli żart filozoficzny – monodram
- 2005: Czerwone nosy – Druce, Vasques
- 2005: Dożywocie – Filip
- 2006: Trans-Atlantyk – Baron
- 2007: Kariera Artura Ui – Giri
- 2008: Podróż poślubna – kierowca furgonetki
- 2008: Okrutne i czułe – Richard
- 2009: Sztuka dla dziecka – Mały Powstaniec
- 2009: Trzy siostry – Andrzej Prozorow
- 2009: Jesteśmy braćmi? – Derek
- 2010: Sztukmistrz. Norwid o Polsce. Norwid o Polakach. Norwid o sztuce
- 2010: Czarna maska – Hadank
- 2010: Przygody rozbójnika Rumcajsa – Starszy Szeregowiec
- 2010: Lilla Weneda – Sygoń
- 2011: Papierowe kwiaty – Sztokfisz
- 2011: Proces – Wuj Karol, adwokat Huld
- 2011: Rozmowy przy wycinaniu lasu – Gajowy
- 2013: Dancing w kwaterze Hitlera – monodram

## Życie prywatne
Aktor ma żonę Aleksandrę i syna Igora.